# 顏府魚灶

顏府魚灶，四座灶臺，後有一長方形的鹹汁槽（礐仔）。

顏府魚灶，台灣澎湖縣望安鄉的魚灶，坐落於望安本島花宅灣（今望安鄉中社村）北側，由花宅人顏府創建，為當地村落自1950年代至1970年代間的重要民生產業。
23°22′15″N 119°29′38″E / 23.370885°N 119.493993°E

## 簡介
日式的漁產加工業約於日治時期明治40年（1907年）引進澎湖，大正12年（1923年）澎湖廳開始大力推廣，輔導各漁村業者引入日本式的魚灶（亦作魚竈），將澎湖的丁香、臭肉魚、狗蝦以及部份小管，透過海水（狗蝦要用淡水）清洗，再利用魚篩盛入大鼎鍋，加鹽煮沸二至三分鐘，之後浸過冷水，放置竹蓆上曝曬四到六小時，變成乾品之後，便可裝箱出貨，另外亦可製成魚脯或罐頭。:149-150:286
1960年代之前，魚灶加工業在望安盛極一時，根據高玉山訪查，望安鄉可考魚灶數量，東安村 21 座、西安村 3 座、中社村（花宅）4 座、水垵村 10 座、將軍村 5 座、嶼坪村 2 座、花嶼村 2 座，共計 47 座。:287
望安中社村（花宅）境內有四座魚灶:287，現跡殘存有三座，分別是顏府魚灶、曾家魚灶、陳家魚灶。:89顏府魚灶創辦人顏府（1879年－1962年），日治時期曾出任望安庄第12保的保正，魚灶設置於花宅灣北側，開辦時間不詳，以丁香魚乾魚貨為商品主力，多銷售至臺南，另外兼營「顏府灰窯」的石灰事業，嗣後由養子顏惟接班，其魚灶以及灰窯事業皆約莫在1961年、1962年間歇業。

## 配置
一般魚灶有灶臺、煙囪、鹹汁槽（俗稱「礐」）三個部份，灶臺為水泥製長方體，並在垂直面挖坑，設燃料填入口以及油風管出口，水平面則設有凹陷鼎座，供放置鍋鼎（龜鼈鼎），在灶臺邊緣則有隆起的「導汁唇」，引導煮出來的鹹汁流入鹹汁槽；排放蒸氣的煙囪約3公尺高，大部份皆由紅磚堆砌而成。:286
顏府魚灶設置四座灶臺，一座鹹汁槽，一座灶臺可放兩個鍋鼎，是共計八口鼎的熟魚加工場。

## 修復
顏府魚灶歇業廢置之後，因久無人使用，已荒廢傾圯多時。2019年，文化資產局委託雲林科技大學團隊進行原貌修復工程，其經現場測繪和丈量之後，重建規格如下：:108-112
| 編號 | 位置         | 灶臺長度 | 灶臺寬度 | 灶臺高度 | 煙囪高度 | 煙囪內壁長寬 | 煙囪磚塊厚度 | 單位 |
| ---- | ------------ | -------- | -------- | -------- | -------- | ------------ | ------------ | ---- |
| 1    | 朝北向，偏西 | 234      | 172      | 75       | 252      | 34*34        | 10           | 公分 |
| 2    | 朝北向，中間 | 230      | 172      | 75       | 252      | 34*34        | 10           | 公分 |
| 3    | 朝北向，偏東 | 238      |          | 75       | 252      | 34*34        | 10           | 公分 |
| 4    | 朝西向       | 236      | 170      | 75       | 252      | 34*34        | 10           | 公分 |

## 圖輯

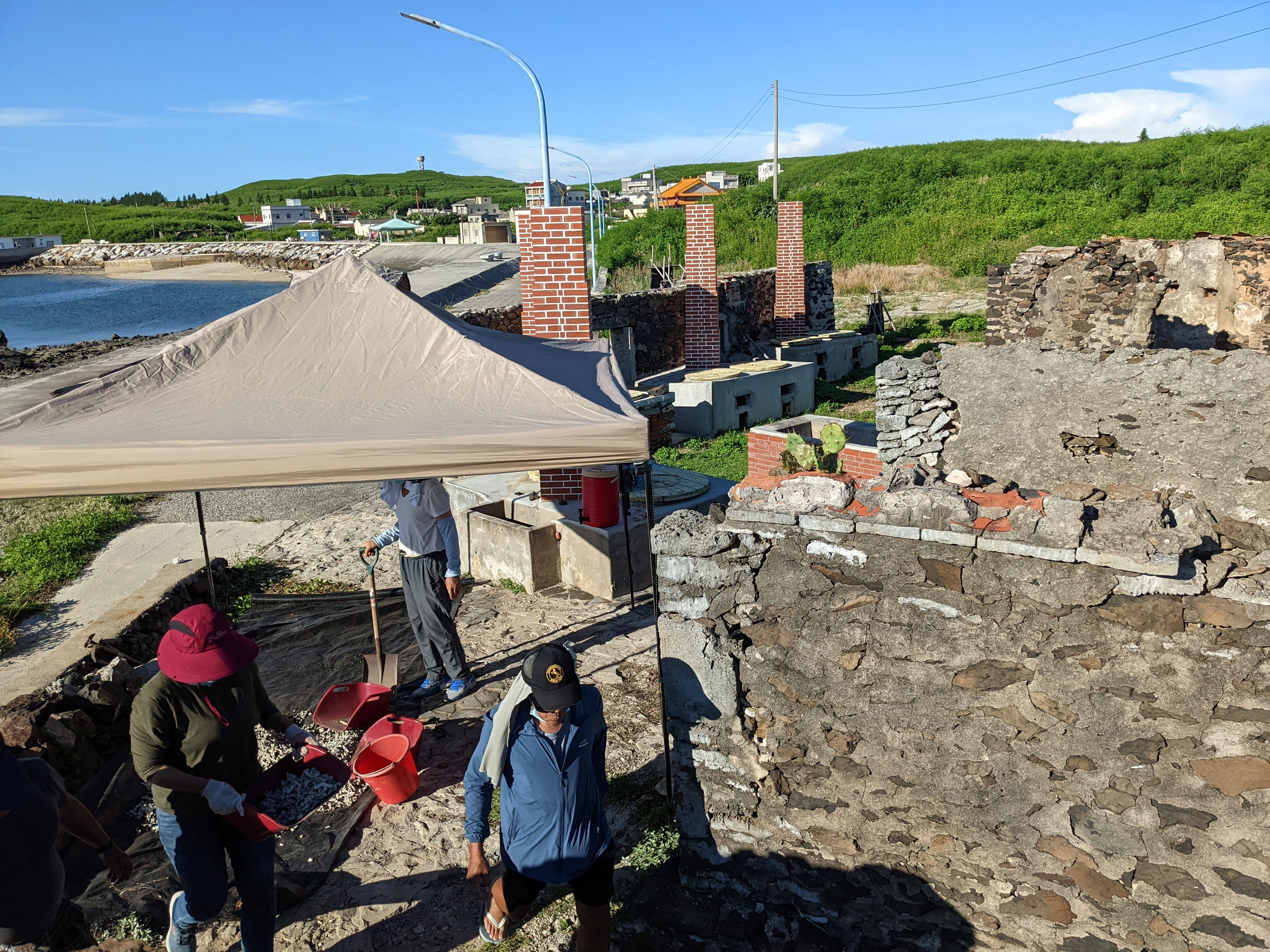
花宅顏府魚灶與棧間
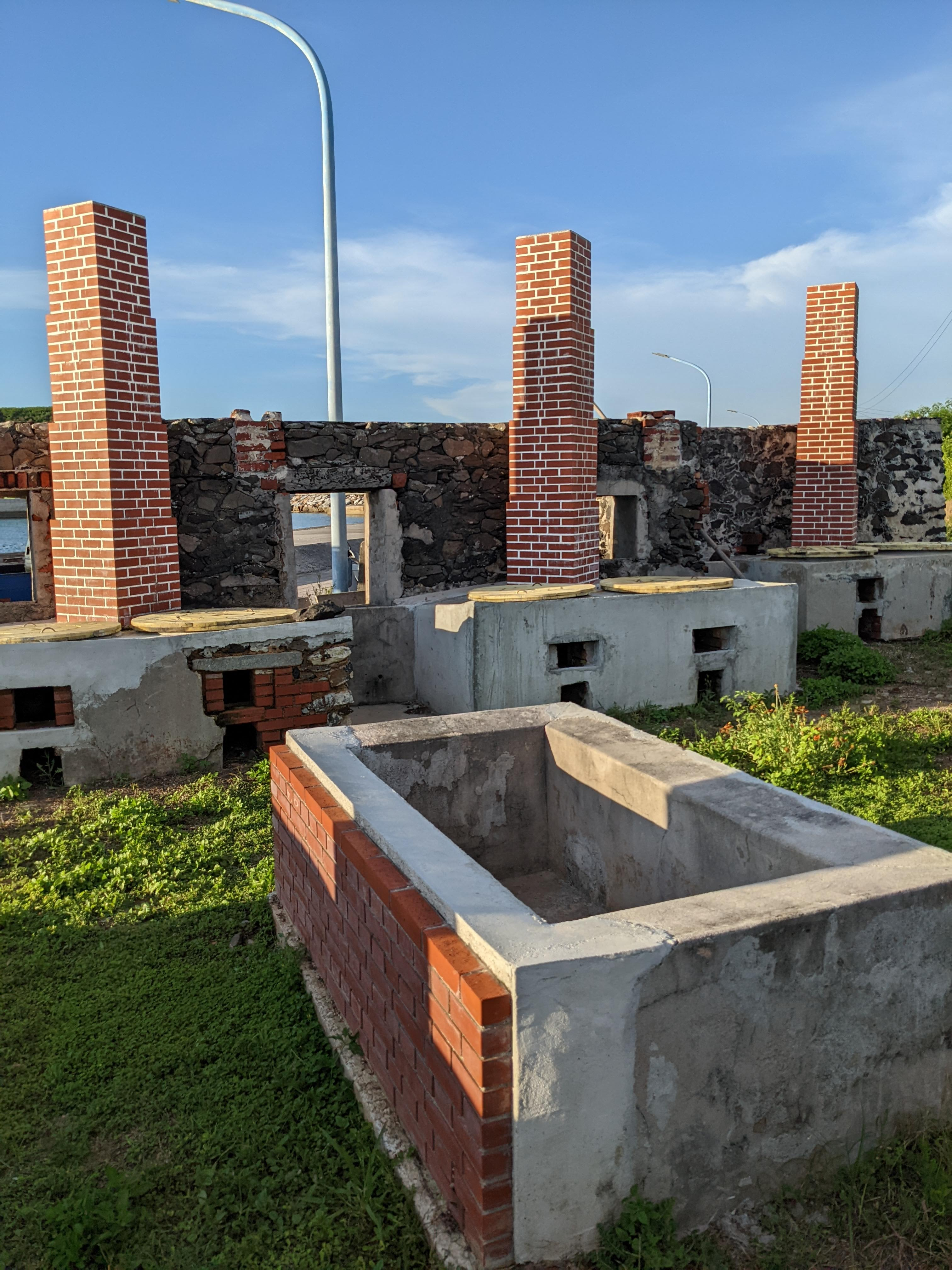
魚灶旁的鹹汁槽，俗稱「礐」。
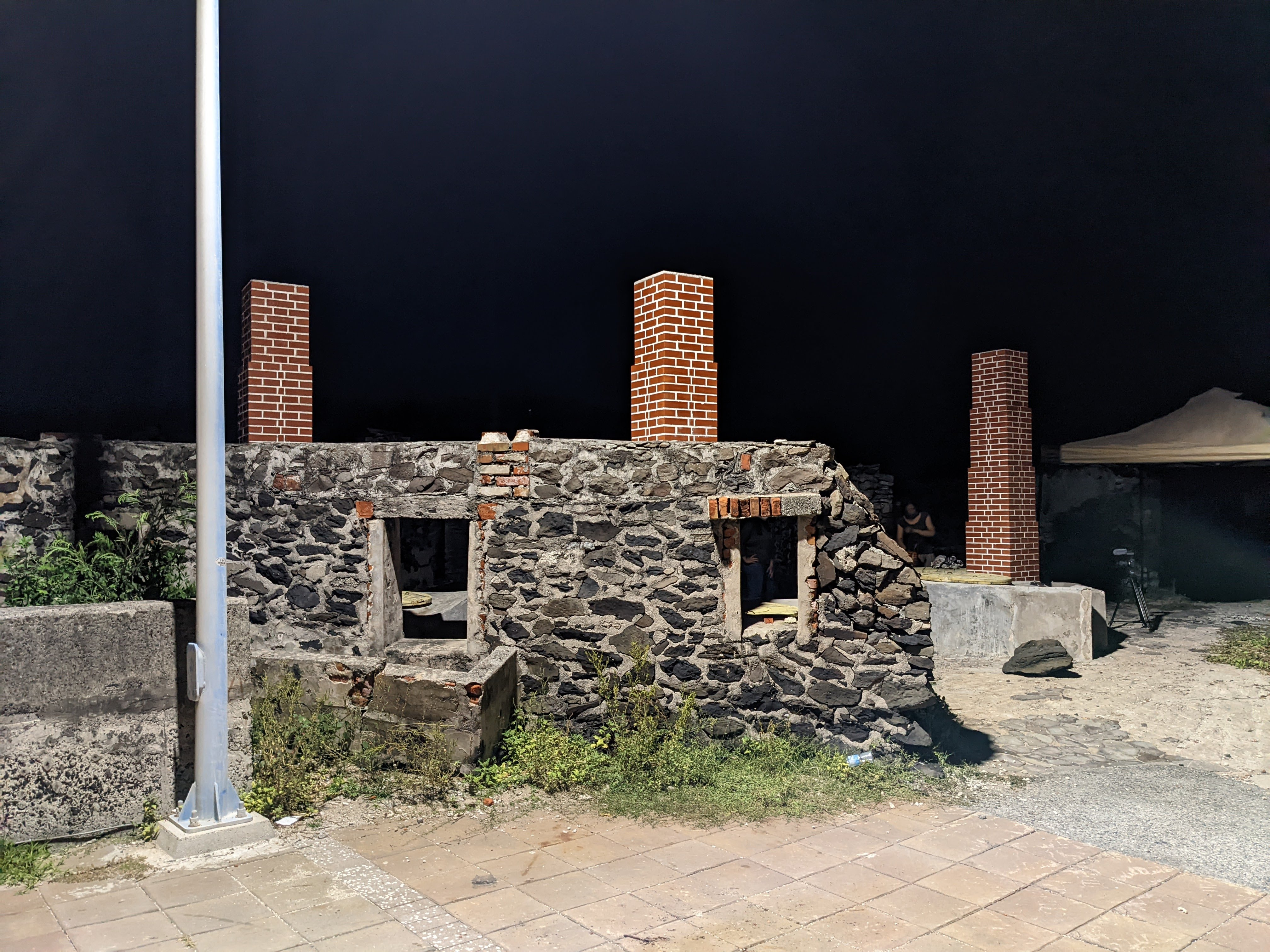
魚灶煙囪的夜景
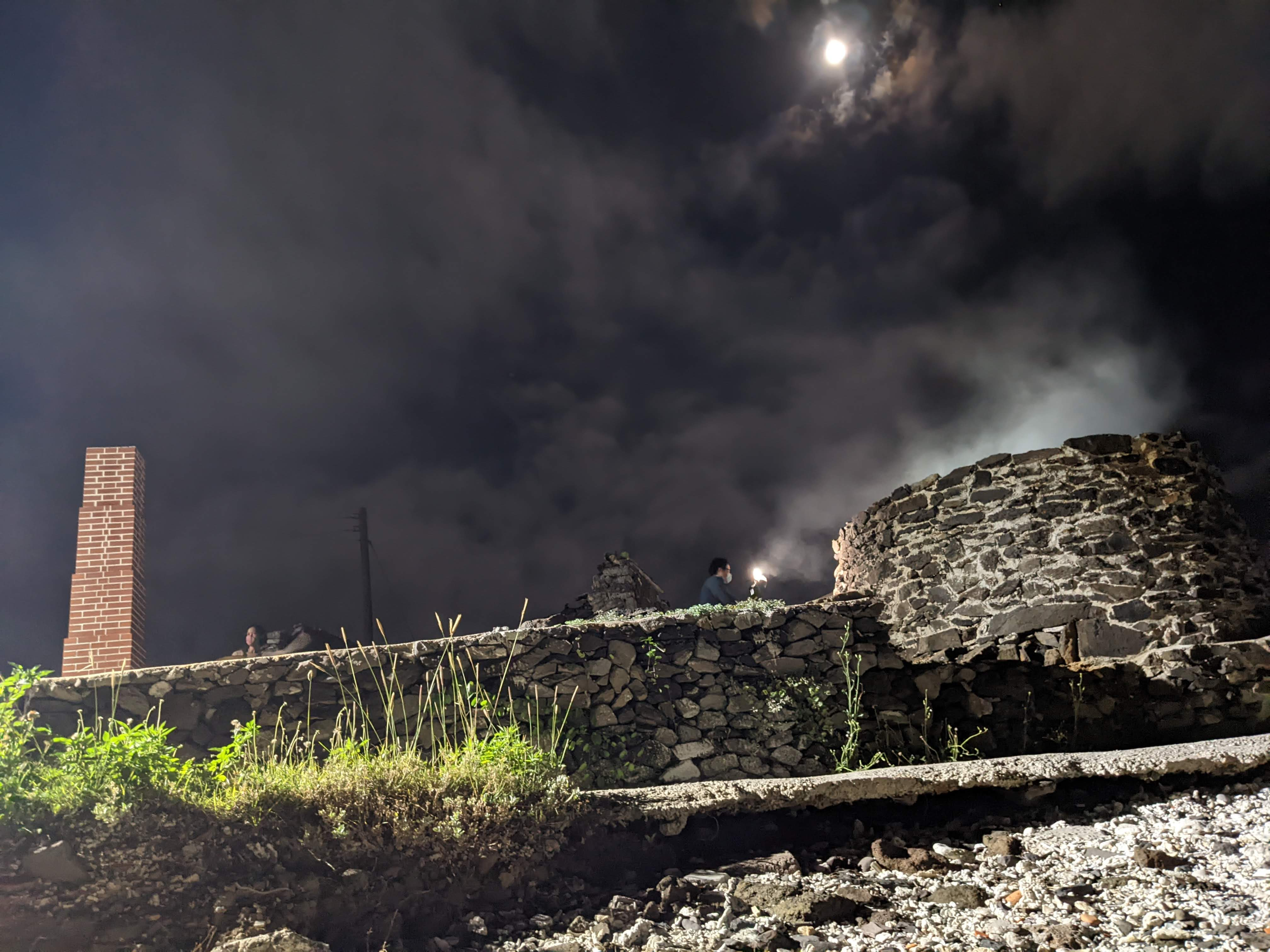
顏府魚灶與灰窯
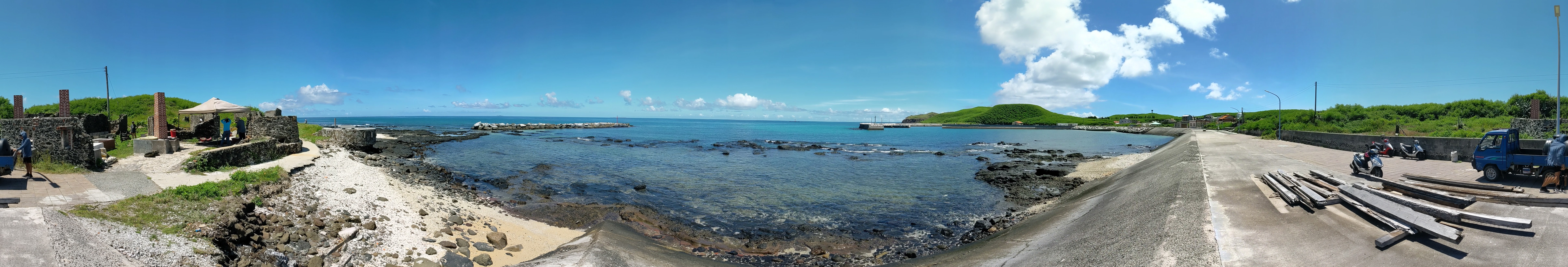
緊鄰花宅彎的魚灶與灰窯。